# Eosuchia

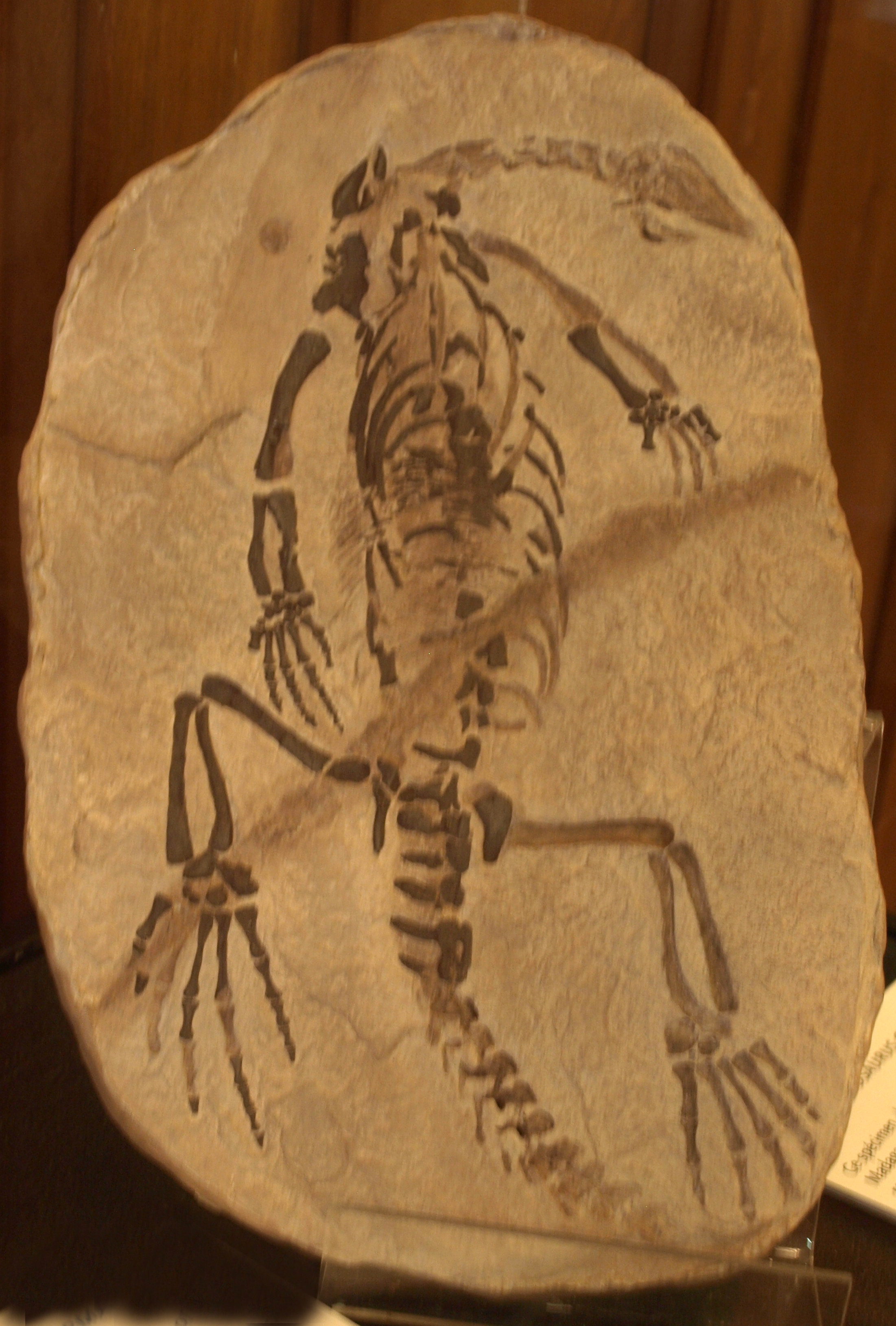
Specimen van Claudiosaurus germaini in het Redpath Museum, Montreal.

Eosuchia ('oude krokodillen') is een verouderd begrip voor een orde van reptielen behorend tot de Diapsida. De meeste "eosuchiërs" worden tegenwoordig gerekend tot de klade Younginiformes. Alle leden leefden in Afrika gedurende het Laat-Perm en/of Vroeg-Trias. Het waren dieren die meestal een landbewonende, maar soms ook een amfibische levenswijze hadden. Het waren dertig tot negentig centimeter lange insectivoren, alhoewel het mogelijk is dat de in het water levende vormen ook weleens vis of schaaldieren aten. Tot voor kort werden zij als basale lepidosauromorfen gezien, maar nu blijkt dat zij toch tot de Lepidosauria gerekend moeten worden.
Een geslacht dat mogelijk verwant is, is Claudiosaurus. Hoewel dit geslacht waarschijnlijk net buiten de Eosuchia valt, was het waarschijnlijk een zustergeslacht. Claudiosaurus deelt een aantal overeenkomsten met de zeereptielen van het Mesozoïcum (Ichthyopterygia en Sauropterygia). Het is daarom vaker gespeculeerd dat de zeereptielen de zustergroep van de Eosuchia vormen. Claudiosaurus deelde in het Laat-Perm op Madagaskar zijn leefgebied met echte eosuchiërs zoals Thadeosaurus en Hovasaurus.
Een traditionele indeling is de volgende 

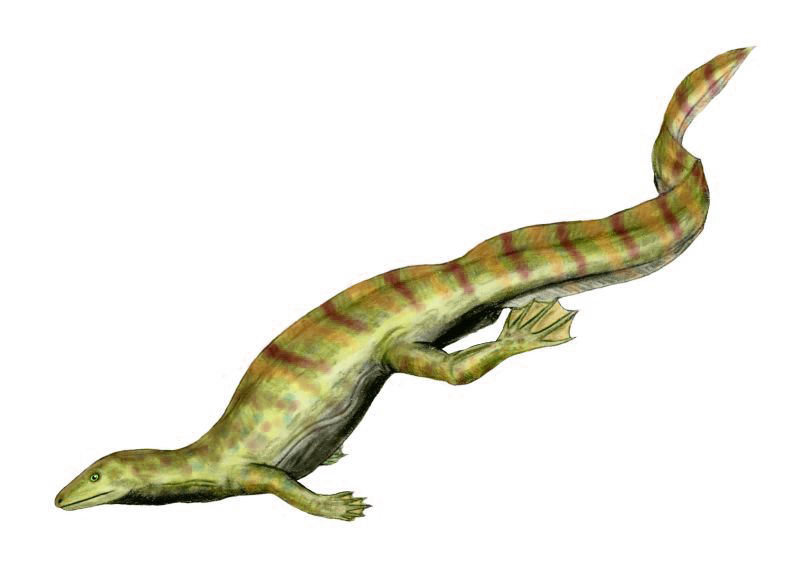
Hovasaurus

- Superorde Lepidosauria
  - Orde Eosuchia
    - Noteosuchus (Eosuchus)
    - Acerosodontosaurus
    - Familie Galesphyridae
      - Galesphyrus

    - Familie Younginidae
      - Heleosuchus
      - Youngina

    - Familie Tangasauridae
      - Onderfamilie Tangasaurinae
        - Hovasaurus
        - Tangasaurus

      - Onderfamilie Kenyasaurinae
        - Thadeosaurus
        - Kenyasaurus